# Rambo 2
Rambo 2 (eng. Rambo: First Blood Part II), američki akcijski film iz 1985. godine u režiji Georgea P. Cosmatosa i sa Sylvestrom Stalloneom u glavnoj ulozi.
Drugi dio serijala filmova o Rambu stavlja jači naglasak na akcijske scene i nasilje, za razliku od originala koji je težište fokusirao na dramsku radnju.
Film je premijerno prikazan u SAD-u 22. svibnja i u prvom tjednu prikazivanja zaradio je 25.520.843 američkih dolara. Prikazivan je i pod alternativnim naslovima First Blood Part II i Rambo 2.

## Sadržaj
John Rambo (Sylvester Stallone) pristaje, na nagovor svog bivšeg zapovjednika pukovnika Samuela Troutmana (Richard Crenna), prihvatiti angažman u tajnoj vojnoj operaciji s ciljem oslobođenja preostalih američkih vojnih zarobljenika u Vijetnamu. Zauzvrat, Rambu je ponuđeno puštanje iz zatvora na slobodu i amnestija od kaznenog progona.
Rambov zadatak je dostaviti fotografije lokacije zarobljenih vojnika, no on ih uz pomoć vijetnamske gerilke Co Bao (Julia Nickson) pokušava osloboditi iz vojnog logora kojim upravljaju sadistički vijetnamski satnik Vinh i sovjetski pukovnik Padovsky (Steven Berkoff).

## Likovi
- Sylvester Stallone - John Rambo
- Richard Crenna - pukovnik Samuel Troutman
- Charles Napier - Murdock
- Steven Berkoff - Podovsky
- Julia Nickson - Co Bao